# Consulat général de Turquie à Marseille
Le Consulat Général de Turquie à Marseille est une représentation consulaire de la République de Turquie en France. Il est situé avenue du Prado, à Marseille, en Provence-Alpes-Côte d'Azur.